# Abraham Polonsky
Abraham Lincoln Polonsky (n. 5 decembrie 1910,  New York City – d. 26 octombrie 1999 (88 de ani), Beverly Hills, California) a fost un regizor american de film, scenarist nominalizat la Premiul Oscar, eseist și romancier. A fost trecut pe Lista neagră de la Hollywood în anii 1950.

## Filmografie
- Golden Earring (cu Frank Butler și Helen Deutsch) (1947)
- Body și Soul (1947)
- Force of Evil (cu Ira Wolfert) (1948) (și regizor)
- I Can Get It for You Wholesale (cu Vera Caspary) (1951)
- Odds Against Tomorrow (cu Nelson Gidding) (1959) (nemenționat)
- Kraft Suspense Theatre (1965) (TV)
- Seaway (1965) (TV)
- Madigan (cu Howard A. Rodman) (1968)
- Tell Them Willie Boy Is Here (1969) (și regizor)
- Romance of a Horsethief (1971) (doar regizor)
- Avalanche Express (1979)
- Monsignor (cu Wendell Mayes) (1982)
- Mommie Dearest (1981) (nemenționat)